# 국립해양생물박물관
국립해양생물박물관(NMMBA; 중국어 정체자: 國立海洋生物博物館, 병음: Guólì Hǎiyáng Shēngwù Bówùguǎn, 백화자: Kok-li̍p Hái-iûⁿ Seng-bu̍t Phok-bu̍t-koán)은 핑둥현, 처청향에 위치한 중화민국에서 가장 유명한 해양생물학 박물관이자 연구 기관이다.
2004년에 NMMBA는 국립 둥화 대학과 협력하여 NDHU 해양 과학 대학과 해양생물학 대학원을 공동 설립했으며, 이는 중화민국에서 대학과 박물관 간의 최초의 학술 파트너십이었다.

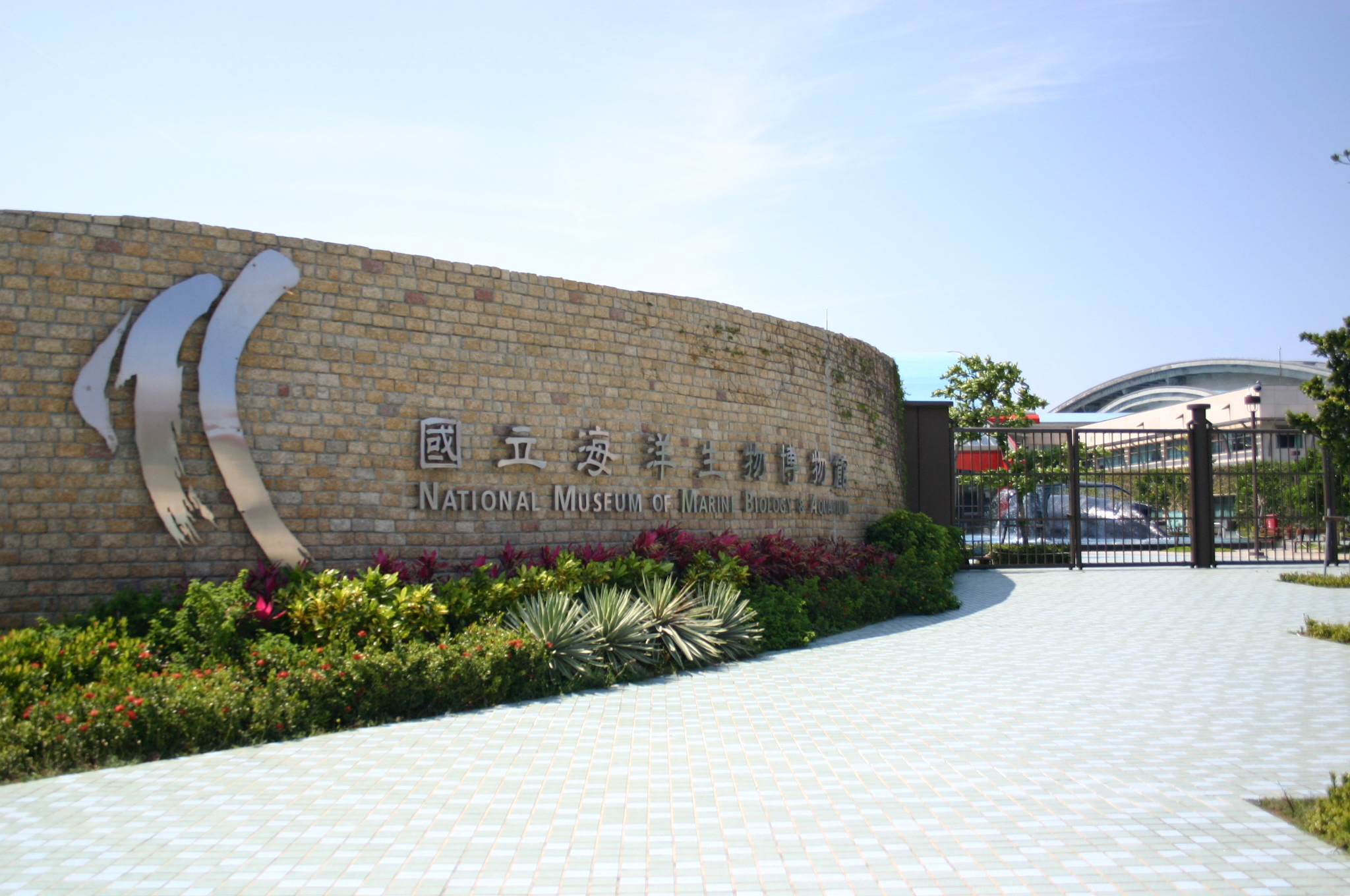
박물관 입구

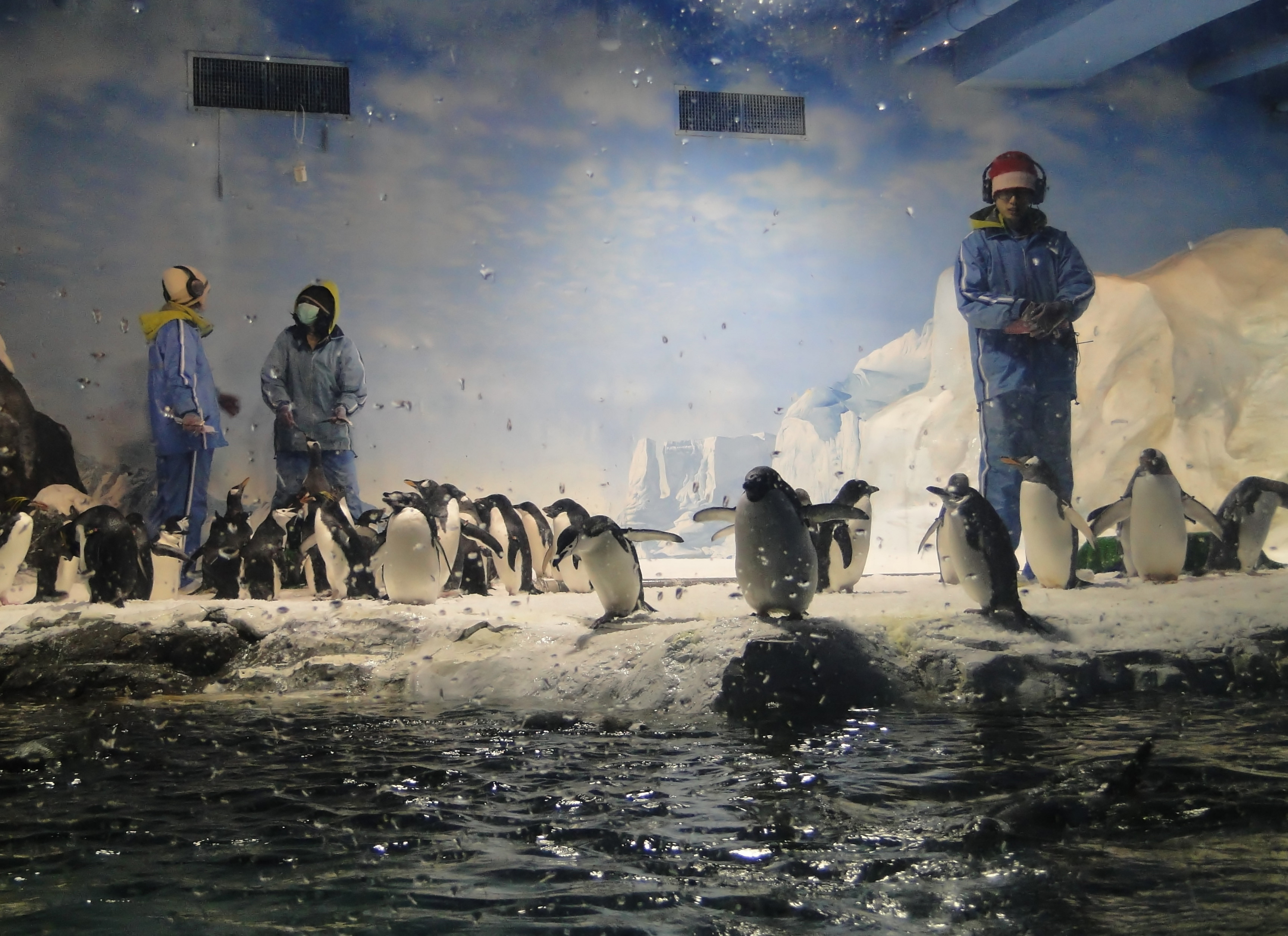
펭귄 수조

## 개요
박물관 기획은 1991년에 시작되었으며, 2000년 2월 25일에 개관했다. 박물관 외에도 박물관을 둘러싼 공원은 야외 워터파크이다 (중화민국에서 가장 큰).
공원의 총 면적은 96.81 헥타르 (968,100 m2)이며, 박물관 자체는 35.81 헥타르 (358,100 m2)를 차지한다. 박물관에는 대만 해역, 산호 왕국 관, 세계 해역 관의 세 가지 주요 전시관이 있다. 박물관에는 또한 81-미터 (266 ft) 길이의 수중 이동 트랙이 있는데, 이는 아시아에서 가장 큰 수중 터널이다. 건물에는 수생 생물 실험 센터, 공공 시설, 연구 시설, 유지 보수 시설, 국제 회의 센터, 학술 연구 센터를 포함한 여러 주요 부서가 있다.
2015년, NMMBA는 트립어드바이저에서 아시아에서 네 번째로 좋은 등급을 받았으며, 별 5개 중 4.5개를 받았다.

## 전시
박물관에는 세 가지 주요 전시가 있다:

### 대만 해역

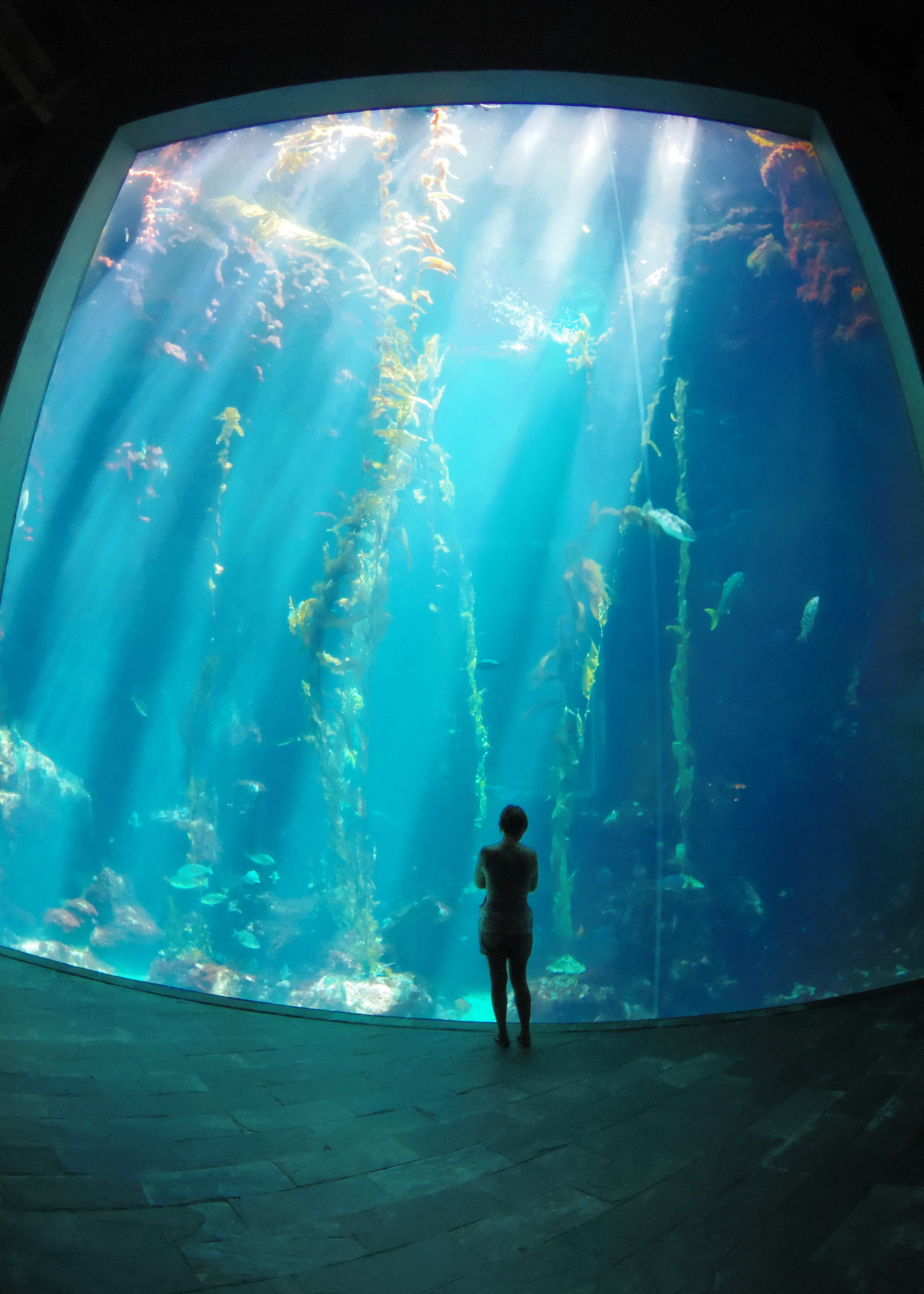
다시마숲 수조

이 전시관은 강처럼 작은 물에서부터 넓은 바다까지 중화민국 고유의 수생 동물을 선보인다. 전시는 중화민국의 수계 시스템을 테마로 강과 저수지에서 시작하여 조간대와 최종적으로는 열린 바다로 이어진다. 조간대 전시 구역에는 해양 무척추동물을 만져볼 수 있는 터치 풀도 있다. 전시된 동물에는 틸라피아, 뱀장어, 송어류, 갑오징어목, 대서양수염상어s, 아열대 청어, 황다랑어, 매가오리s, 그리고 고래상어가 있다. 주요 해양 수조에는 해수 5,700,000 리터 (1,500,000 US gal)이 들어 있으며, 16.5 m × 4.85 m (54.1 ft × 15.9 ft) 크기의 아크릴 관찰 창문과 80-미터 (260 ft) 길이의 상어 터널이 있다.

### 산호 왕국
산호 왕국 전시관은 얕은 바다에서부터 깊은 바다까지 다양한 산호초 서식지를 보여준다. 수심, 압력, 지형, 빛에 따른 다양한 환경이 전시된다. 수중 터널과 침몰선 또한 전시관의 일부이다. 전시관 끝에는 수중 터널과 아쿠아리움의 흰고래 네 마리를 전시하는 관람 패널이 있다. 2층 파빌리온을 통해 수면 위에서 흰고래를 보는 것도 가능하다. 전시된 동물에는 흑기흉상어s, 쏠배감펭속, 곰치과s, 소코가오리s, 유니콘피쉬, 나비고기과, 그리고 정원 장어s가 있다. 흰고래는 수중 관람이 가능한 터널이 있는 전시실에 수용되어 있다.

### 세계 해역
이 전시는 선캄브리아 시대의 고대 해양과 해양 형성을 다룬다.

## 연구
공공 전시 외에도 박물관에는 해양 생물학 및 생태학, 양식, 해양 동식물 번식 및 보존 연구를 전담하는 두 개의 연구 건물과 해양 스테이션이 있다. NMMBA에서 수행되는 연구에는 산호와 물고기에 대한 오염의 영향, 형광 단백질의 발달 발현에 대한 빛의 영향 등이 포함된다.
2014년에 NMMBA는 고리물뱀고기 (Dunckerocampus dactyliophorus)를 포획 상태에서 번식시킨 최초의 기관이 되었다. 박물관은 수중 동굴과 균열 산호를 사용하여 물고기가 알을 부화할 환경을 제공했다. 부화 후 11개월째에 첫 새끼들이 짝짓기를 시작했다.
2018년, 박물관은 핑둥현 해역에 서식하는 지역 종의 DNA를 냉동 보존하기 위한 글로벌 보존 프로젝트인 프로즌 아크와 협력했다.

## 논란
2013년 3월, 중화민국 환경동물협회(EAST)는 NMMBA가 고래상어를 심해 동물에게 너무 작은 수조에 가두고 있다고 비난했다. 국제자연보전연맹에 의해 "취약" 종으로 분류된 이 상어는 2004년부터 아쿠아리움에 갇혀 있었다. EAST는 이 동물이 산호와 수조 벽에 부딪혀 꼬리에 흉터가 생겼다고 주장했다. 아쿠아리움 관계자는 가까운 시일 내에 상어를 태그하여 방류할 계획이 있다고 밝혔다.
2013년 7월 10일, 아쿠아리움은 GPS 추적 장치 없이 상어를 방류한 방식으로 인해 두 번이나 해변에 좌초된 후 바다로 견인된 것에 대해 다시 비난을 받았다. EAST 대변인에 따르면, "아쿠아리움이 한 것은 고래상어를 방류한 것이 아니라, 아쿠아리움이 상어를 실제로 버린 것"이다. EAST는 8년간의 포획 생활 후 상어의 자립 능력과 과학자들이 상어의 진행 상황을 추적할 수 있게 했을 추적 장치 부족에 대해 우려를 표명했다. NMMBA 책임자인 왕 웨이시엔은 "상어가 헤엄쳐 나가지 않고 해안 근처에 머무를 것이라고는 생각하지 못했다"고 말했다.

## 같이 보기
- 중화민국의 박물관과 미술관 목록